# Zoufftgen
Zoufftgen este o comună franceză situată în departamentul Moselle, în regiunea Grand Est.

## Geografie
Zoufftgen este un sat din nord-vestul departamentului Moselle, situat la granița cu orașul luxemburghez Dudelange. Nordul și estul teritoriului comunal sunt în mare parte împădurite.

### Comune limitrofe
| Dudelange (Luxemburg) | Roeser (Luxemburg) Frisange (Luxemburg) | Hagen Basse-Rentgen |
| Volmerange-les-Mines  |                                         | Roussy-le-Village   |
| Kanfen                | Hettange-Grande                         |                     |

### Hidrografie
Comuna este situată în bazinul hidrografic al Rinului, în cadrul bazinului Rhin-Meuse. Este drenată de pârâul Beyren, pârâul Boler și pârâul Muhlengrund.
Beyren, cu o lungime totală de 19,4 km, își are izvorul în comună și se varsă în pârâul Boler la Gavisse, după ce traversează șapte comune.
Boler, cu o lungime totală de 22,5 km, își are izvorul în comună și se varsă în Moselle la Gavisse, după ce traversează opt comune.

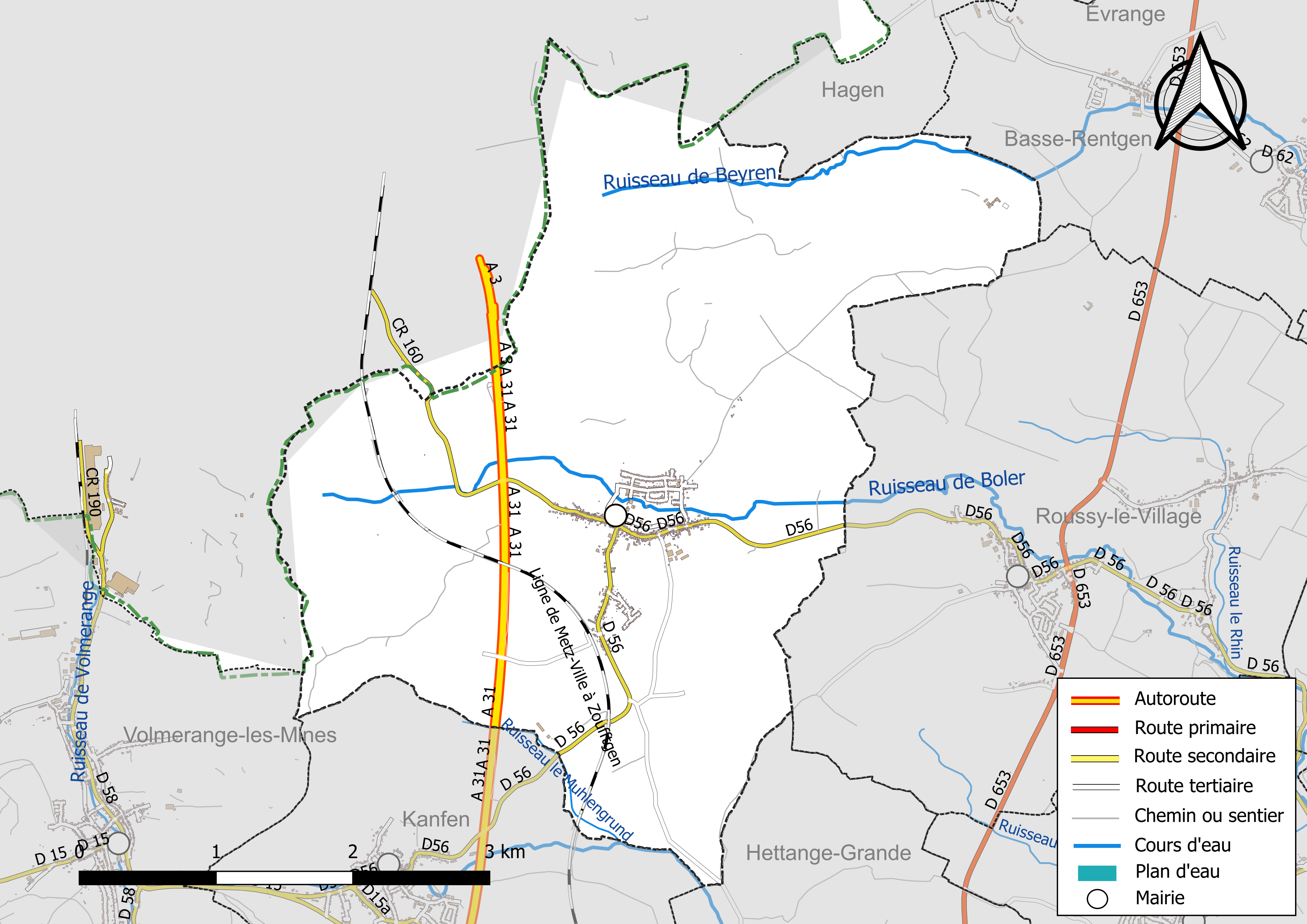
Rețelele hidrografică și rutieră din Zoufftgen.

### Climă
În 2010, clima comunei era de tip montan, conform unui studiu al CNRS, bazat pe o serie de date aferente perioadei 1971-2000. În 2020, Météo-France a publicat o tipologie a climatului din Franța metropolitană, în care comuna este clasificată cu un climat semi-continental și se află în regiunea climatică Lorena, platoul Langres, Morvan, caracterizată printr-o iarnă aspră (1,5 °C), vânturi moderate și ceață frecventă în toamnă și iarnă.
Pentru perioada 1971-2000, temperatura medie anuală este de 9,4 °C, cu o amplitudine termică anuală de 16,5 °C. Cantitatea medie anuală de precipitații este de 860 mm, cu 12,9 zile de precipitații în ianuarie și 9,1 zile în iulie. Pentru perioada 1991-2020, temperatura medie anuală observată la stația meteorologică cea mai apropiată, situată în comuna Amnéville la 22 km distanță în linie dreaptă, este de 10,2 °C, iar cantitatea medie anuală de precipitații este de 884,1 mm.
Pentru viitor, parametrii climatici estimati pentru comună, pentru anul 2050, conform diferitelor scenarii de emisii de gaze cu efect de seră, pot fi consultati pe un site dedicat publicat de Météo-France în noiembrie 2022.

## Urbanism

### Tipologie
La 1 ianuarie 2024, Zoufftgen este clasificată drept târg rural, conform noii grile comunale de densitate cu șapte niveluri definită de INSEE (Institutul Național de Statistică și Studii Economice) în 2022. Comuna este situată în afara unei unități urbane. De asemenea, Zoufftgen face parte din zona metropolitană a Luxemburgului (partea franceză), fiind o comună din coroana acesteia. Această zonă, care cuprinde 115 comune, este clasificată în categoriile de 700 000 de locuitori sau mai mult (exceptând Parisul).

### Utilizarea terenului
Utilizarea terenurilor în comună, așa cum reiese din baza de date europeană privind ocuparea biogeofizică a solurilor Corine Land Cover (CLC), este caracterizată de importanța pădurilor și a mediilor semi-naturale (50,7 % în 2018), o proporție identică cu cea din 1990 (50,7 %). Distribuția detaliată în 2018 este următoarea: păduri (47,6 %), terenuri arabile (23,2 %), pășuni (22,4 %), zone urbanizate (3,7 %), medii cu vegetație arbustivă și/sau ierboasă (3 %). Evoluția ocupării terenurilor în comună și a infrastructurilor sale poate fi observată pe diferitele reprezentări cartografice ale teritoriului: harta Cassini (secolul XVIII), harta de stat-major (1820-1866) și hărțile sau fotografiile aeriene ale IGN pentru perioada actuală (1950 până în prezent).

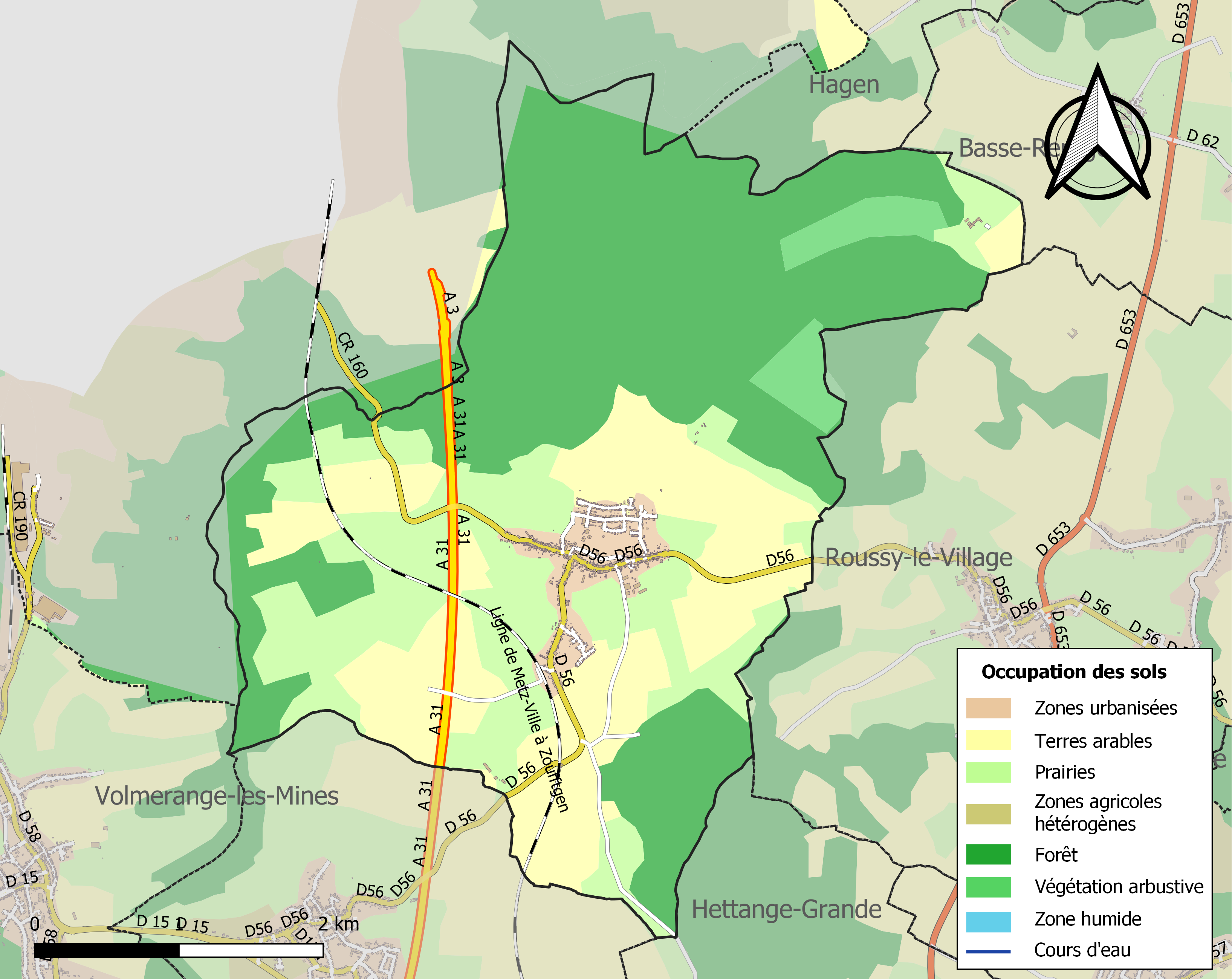
Harta infrastructurii și utilizării terenului a comunei în 2018 (CLC).

## Toponimie
Mențiuni vechi: Zulvinge (1314), Soufich (1384), Soufftge (1495), Souffgen și Seuffgen (1544), Sufgen (1606), Soeftgen (1685), Soufstgen și Soufftegen (secolul al XVIII-lea), Souftgen (1702), Soufgen (1749), Zouffienne (1756), Soufftgen (1793), Sousgen (1801).
În germană: Suftgen.
În dialectul loren: Suuftgen și Suftge.
Toponimul provine, posibil, din cuvântul din limba germană veche sunft, care corespunde termenului german modern Sumpf („mlăștină” sau „teren mlăștinos”), nume inspirat de natura solului din această zonă.

## Istorie
A făcut parte din fostul Ducat de Luxemburg, în cadrul senioriei Rodemack.
A fost atașată Regatului Franței în urma convenției din 16 mai 1769.
La 11 octombrie 2006, la ora 11:45, o coliziune între un tren de călători luxemburghez și un tren de marfă francez (SNCF), pe linia Thionville-Luxembourg, a provocat 6 morți.

## Populația și societatea

### Date demografice
Evoluția numărului de locuitori este cunoscută prin recensămintele populației efectuate în comună începând din 1793. Pentru comunele cu mai puțin de 10 000 de locuitori, un recensământ al întregii populații este realizat la fiecare cinci ani, populațiile legale pentru anii intermediari fiind estimate prin interpolare sau extrapolare.
În 2022, comuna număra 1271 locuitori, în creștere cu +5,22 % față de 2016 (Moselle: +0,52 %, Franța fără Mayotte: +2,11 %).
| An        | 1793 | 1821 | 1841 | 1861 | 1875 | 1885 | 1900 | 1921 | 1936 | 1962 | 1982 | 2006 | 2014 | 2022 |
| --------- | ---- | ---- | ---- | ---- | ---- | ---- | ---- | ---- | ---- | ---- | ---- | ---- | ---- | ---- |
| Populație | 600  | 742  | 731  | 702  | 605  | 615  | 626  | 600  | 544  | 470  | 664  | 667  | 1097 | 1271 |

## Cultură locală și patrimoniu

### Locuri și monumente
- Betting (cătun al comunei).
- Vestigii galo-romane.

#### Edificii religioase
- Biserica parohială neo-gotică Saint-Rémi, construită în 1823, reconstruită în 1900.
- Biserica neo-apostolică, situată pe rue Principale.